# Drets del col·lectiu LGBT a Europa
Els drets LGBT a Europa s'han considerat de maneres diferents al llarg de la història. Tot i que actualment són més acceptats que no pas en el passat, han estat perseguida amb duresa durant diversos períodes històrics, entre els quals cal destacar la Inquisició, l'època victoriana al Regne Unit, l'Alemanya nazi, la dictadura franquista o alguns estats socialistes durant el segle XX.

## Història[calcitació]
L'acceptació de l'homosexualitat a Europa ha variat depenent del període històric, des de temps en què era més tolerada, com a l'antiguitat, fins a la seva persecució i càstig amb penes de mort com per exemple durant els períodes de l'Alemanya nazi.
Els documents occidentals més antics (siguin obres literàries, objectes d'art o materials mitogràfics) que mostren relacions homosexuals provenen de l'antiga Grècia (normalment representades en gerros de ceràmica). Ens ensenyen un món en què les relacions amb dones i amb homes joves eren el fonament essencial de la vida amorosa d'un home. Les relacions homosexuals eren una institució social construïda al llarg del temps i que s'estenia d'una ciutat cap a una altra. Aquesta pràctica, un sistema de relacions entre un home adult i un adolescent abans de la majoria d'edat, eren valorades pels seus beneficis pedagògics i com a control poblacional, encara que ocasionalment es deia que causava desordre. Plató va lloar-ne els beneficis en els seus primers escrits, però més tard va proposar la prohibició.
A l'antiga Roma i al món antic en general els abusos sexuals que patien els esclaus eren molt freqüents i estaven socialment acceptats, ja que eren considerats "coses" i "propietats" i no persones. També eren freqüents els abusos sexuals que patien els soldats en mans dels seus superiors, sobretot dels nobles i dels emperadors. L'emperador romà Teodosi va decretar una llei, el 6 d'agost del 390, que condemnava els homosexuals passius a ser cremats en una foguera. Justinià I, a la fi del seu regnat, va incloure els homosexuals actius en aquesta llei (el 558), argumentat que aquesta conducta duria la destrucció de les ciutats per la "ira de Déu". També era freqüent durant totes les èpoques la prostitució masculina de molts joves de classe baixa, com s'ha documentat en el Londres del segle xix, fins i tot de soldats joves durant el seu temps lliure per incrementar el seu baix sou. També s'ha documentat l'homosexualitat entre els mariners, sobretot entre els pirates, on era normal que els pirates adults raptessin nois joves durant les seves incursions perquè es convertissin en nous pirates i en els seus amants, ja que les dones no estaven ben considerades en la pirateria.

### A l'edat antiga

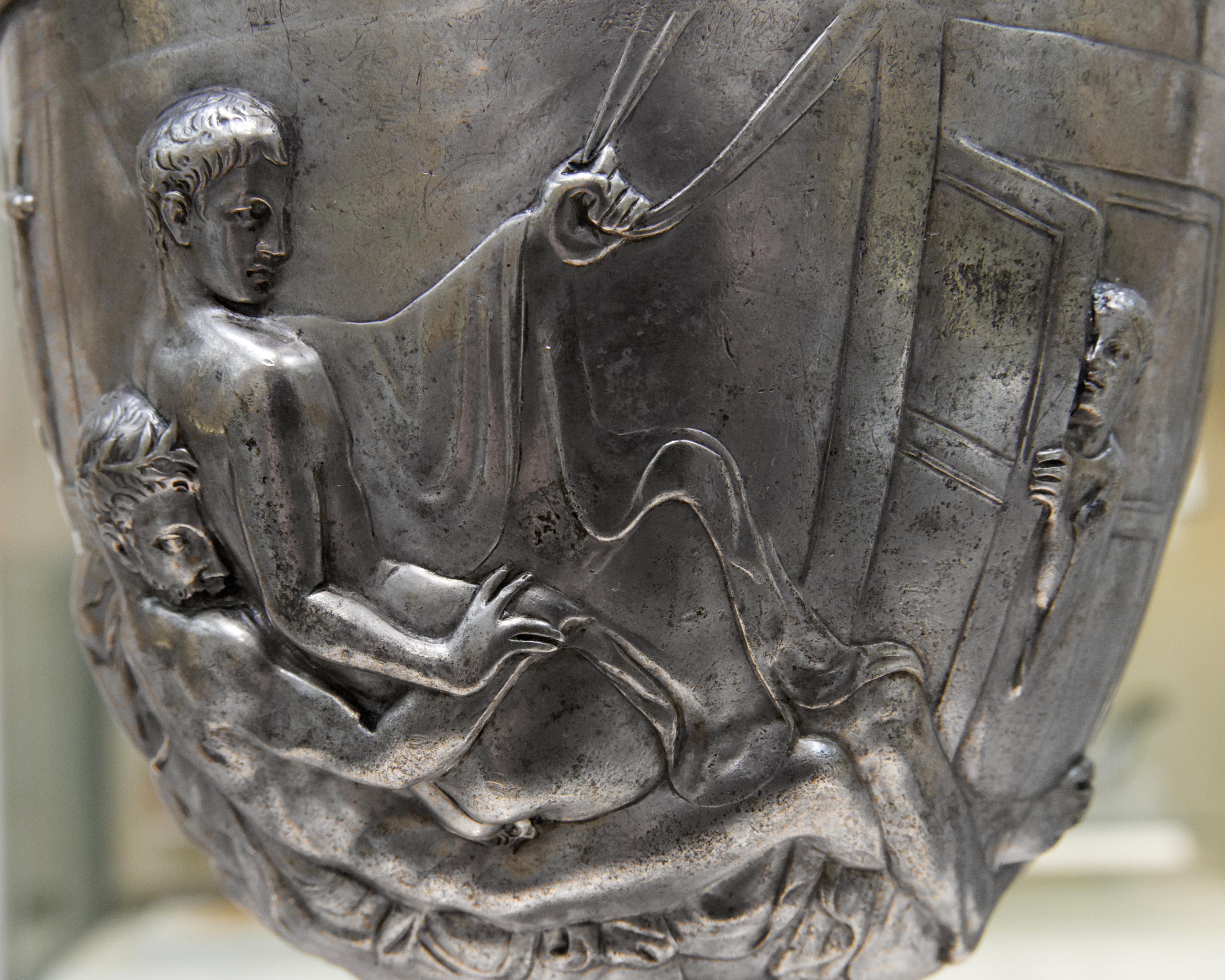
Detall de la copa Warren d'un jove sent penetrat per un home.

El lloc de l'homosexual en la societat i la percepció de l'homosexualitat canvia moltíssim entre les societats i les èpoques. A l'antiga Grècia, per exemple, es considerava normal que un noi (entre la pubertat i el creixement de la barba) fos l'amant d'un home adult, el qual s'ocupava de l'educació política, social, científica i moral de l'estimat. Però es considerava més estrany que dos homes adults mantinguessin una relació amorosa (encara que es veu que era normal en la relació entre Aquil·les i Pàtrocle, o en les parelles de soldats tebans i en la relació entre Alexandre Magne i Hefestió de Pel·la).
Existeixen nombrosos exemples de literatura lírica enaltint l'amor i les relacions homoeròtiques. Els poetes llatins de l'època donen per fet que tots els homes senten desig homosexual en algun moment. Exemples de poetes amb alguna obra que lloen aquestes relacions són Càtul, Horaci, Virgili o Ovidi. Cal destacar el fet que ser «passiu» no era ben vist socialment, perquè es considerava que ser-ho significava ser intel·lectualment inferior i més inexpert que el que assumia un rol «actiu». També és destacable que l'homosexualitat femenina no estava ben vista; la màxima grega era, referent a això, que «la dona era per a la reproducció, però l'home per al plaer». Es reconeixia que era necessari preservar l'estirp, l'espècie, però que solament es podia trobar plaer en la relació íntima amb un altre home, ja que l'home es considerava un ser més perfecte que la dona i, per tant, la unió entre dos homes seria més perfecta. Per la seva banda Marc Valeri Marcial defensa les relacions pederastes enaltint l'amor cap al noi, no el seu mer ús sexual. En un passatge anecdòtic esmenta que és descobert per la seva esposa "dins d'un noi", ella li recrimina amb menyspreu dient-li que no li podria donar el mateix que ella. Ell replica amb una llista de personatges mitològics que, malgrat estar casats, tenen un jove amant masculí i acaba dient que la diferència amb una dona és solament que ella té dues "vagines"

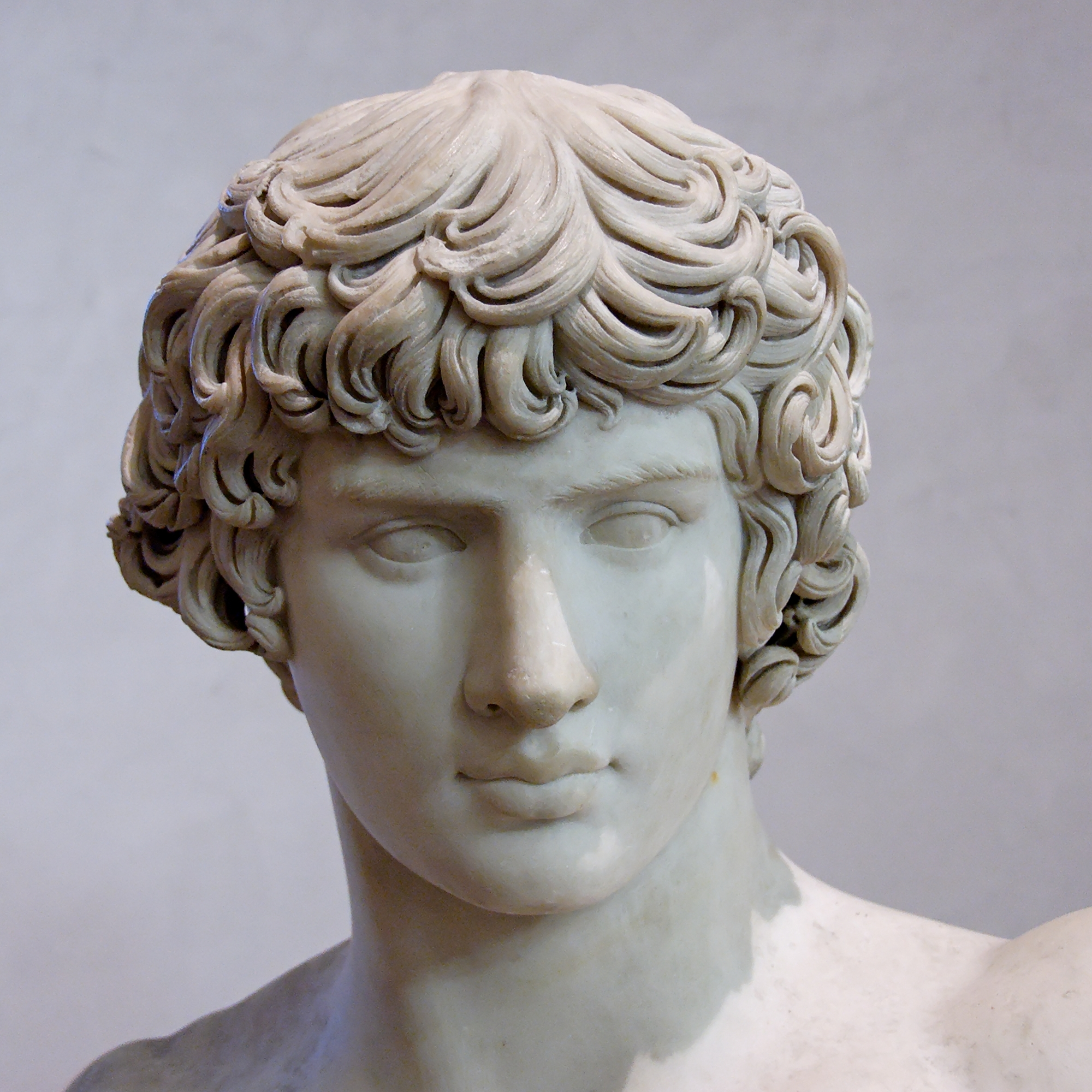
Antínous, el jove grec amant de l'emperador Hadrià.

Al segle I Suetoni i Tàcit constaten la generalització de matrimonis entre homes sense traves, ja que el matrimoni en la societat romana era un contracte privat. L'emperador Neró va ser el primer emperador romà que es va casar amb un altre home, un jove eunuc del palau anomenat Esporus i convertit en Savina per Neró per reemplaçar a la seva estimada i morta Popea. Edward Gibbon ja el 1776 confirma que dels dotze primers emperadors només a Claudi li interessaven exclusivament les dones. Tots els altres van tenir nois o homes com a amants. El fet que Claudi no tingués cap amant masculí va ser objecte de crítica per part de Suetoni en la seva obra Les vides dels dotze cèsars. A l'antiga Roma, si bé alguns autors com Tàcit o Suetoni consideraven l'homosexualitat com un signe de degeneració moral i fins i tot de decadència cívica, era relativament freqüent que un home penetrés a un esclau o a un jove, mentre que el contrari era considerat una desgràcia. De Juli Cèsar, el gran geni militar, es deia que era vir omnium mulierum et mulier omnium virorum, això és, ‘el marit de totes les dones i la dona de tots els marits'. Famós pels seus enamoriscaments amb les dones de la noblesa romana, els rumors sobre la seva homosexualitat tenen el seu origen en el 80 A. de C., quan el jove Juli Cèsar va ser enviat com a ambaixador a la cort de Nicomedes IV de Bitínia. Pel que sembla, el rei asiàtic va quedar tan enlluernat amb la bellesa del jove missatger romà que el va convidar a descansar a la seva habitació i a participar en un festí on va servir de coper reial durant el banquet. La seva estada a Bitínia va generar forts rumors que tots dos —Juli Cèsar i Nicomedes— van ser amants, la qual cosa va motivar als adversaris polítics de Juli Cèsar a anomenar-lo «reina de Bitínia», fins i tot temps després de la seva estada en el regne. Tant a Marc Antoni com a Octavi (aquest últim conegut després com Cèsar August) se'ls va assenyalar que tenien amants masculins. A principis de la joventut d'Octavi se li van retreure diversos actes vergonyosos; Sixt Pompeu l'acusava d'efeminament; Marc Antoni, d'haver guanyat l'adopció pel seu oncle Juli Cèsar mitjançant relacions contra natura; i Luci, germà de Marc Antoni, que després de sacrificar el seu honor a Cèsar s'havia lliurat a Aulus Hirtius a Hispània per tres-cents mil sestercis i que utilitzava per depilar les seves cames petxines roent, per fer créixer el pèl suau. De nou Suetoni consigna que l'emperador Neró, prenent el rol passiu amb el llibert Doryphorus, imitava els crits i gemecs d'una dona jove. També l'emperador Galba se sentia atret per homes forts i experimentats. I en diverses ocasions s'informa que els soldats eren assaltats sexualment pels seus oficials superiors.
La pràctica de la pederàstia té el seu apogeu durant el regnat de l'emperador Hadrià, que comparteix la passió pels nois amb el seu antecessor Trajà. És famós el seu amor pel jove grec Antínous. Després de la seva prematura mort ofegat, Hadrià va erigir temples a Bitínia, Mantinea i Atenes en el seu honor, i fins i tot li va dedicar una ciutat, Antinoòpolis. Cal destacar al jove emperador Heliogàbal, conegut pels seus nombrosos amants i que a principis del segle iii sent adolescent va escandalitzar als seus contemporanis casant-se públicament dues vegades vestit de dona, adoptant així explícitament el paper passiu en la relació. Són múltiples les anècdotes sobre el seu comportament lasciu, i els soldats de la seva guàrdia personal eren coneguts com les «cues de ruc» per ser reclutats a les termes entre els més dotats. El també emperador del segle iii Filip l'Àrab, tot i que es creu que va ser el primer emperador cristià, va ser conegut per la seva afició als nois. L'acceptació social de les relacions pederastes i homoeròtiques va anar decaient al llarg dels segles a mesura que es va anar implantant el cristianisme.

### La Inquisició[calcitació]

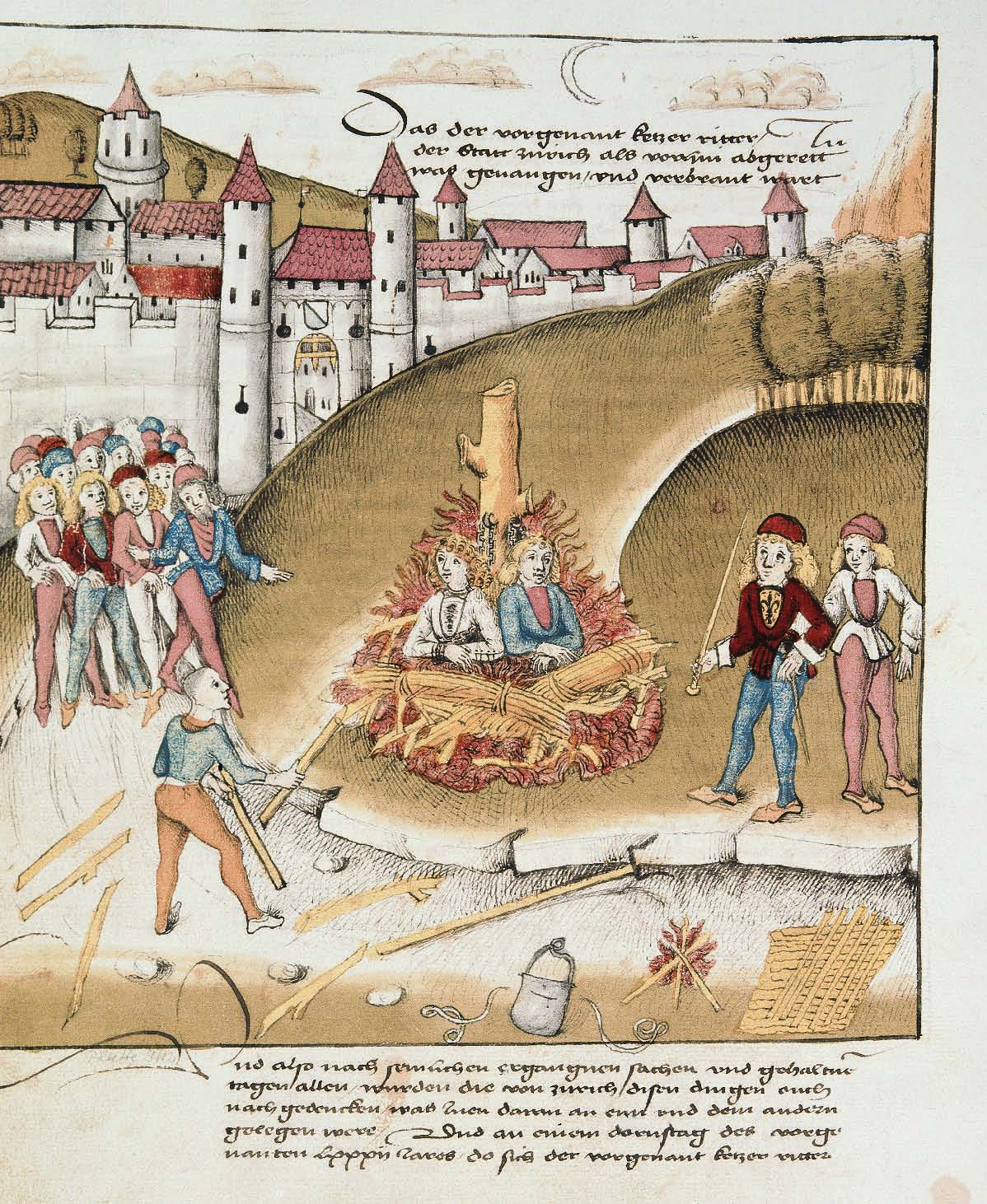
Crema del cavaller de Hohenberg i del seu servent condemnats a morir a la foguera per sodomia a la muralla de Zúric, 1482.

La persecució de l'homosexualitat per l'Església Catòlica fou constant al llarg de l'edat mitjana, si bé la sodomia (concepte normalment utilitzat) era una acusació útil que de vegades s'unia, i no sempre se'n distingia, al de l'heretgia. Els processos més sonats, com l'atac contra els templers, acusats de lliurar-se a pràctiques homosexuals i herètiques, són sospitosos en alguns casos de ser promoguts per raons polítiques. En circumstàncies normals els nobles i els privilegiats eren rarament acusats d'aquesta mena de delictes, que requeien gairebé sempre sobre persones poc importants i de les quals se'n tenen poques dades. Durant els segles V fins al xviii, la tortura i la pena capital, generalment la foguera, eren els suplicis als quals es condemnava a gran part d'Europa els homosexuals.
Encara es conserven expressions en algunes llengües que fan referència a la cream a la foguera dels homosexuals:
- Finocchio: que en italià significa 'bardaix, marieta' i també 'fonoll', perquè s'embolicava la persona en fulles de fonoll per retardar-li l'agonia a les flames.
- Faggot: que en anglès actual significa 'bardaix', però que en el passat volia dir 'tió de llenya' i es relaciona amb el pal de fusta amb què els homosexuals eren cremats.

### Seglexixi començaments del segle XX
Durant la Revolució Francesa es canvia totalment la política, l'economia i la societat de França, acabant amb l'absolutisme i el feudalisme, també l'Església Catòlica veu reduïda dràsticament la seva influència. Els canvis en el codi penal sorgit de la Revolució, en els quals no es menciona la sodomia, s'estenen per tot Europa gràcies a l'emperador Napoleó Bonaparte i són la base per a nous codis penals en què l'homosexualitat ja no és delicte. Aquest fet de començaments de segle xix marca una nova etapa per a les relacions entre homosexuals a gran part del continent. L'homosexualitat és legalitzada a Portugal el 1852 i a Polònia el 1932. De totes maneres, encara persistien legislacions en contra de l'homosexualitat com el Paràgraf 175 a Alemanya, la pujada d'edat de consentiment en relacions entre homosexuals als 21 anys als Països Baixos el 1911 o la consideració que l'homosexualitat és un crim castigat amb fins a dos anys de presó en el codi penal finlandès de 1889.

#### Rússia
La Rússia medieval era coneguda per la seva tolerància envers l'homosexualitat i la forma en què va ser difosa. Així com altres formes de l'homosexualitat, la pederàstia era molt comuna. Els joves imberbes eren considerats com una alternativa a les dones, i l'afaitat es considerava una invitació a la sodomia entre homes. Els banyas, cases de banys tradicionals de Rússia, eren llocs on els homes mantenien relacions sexuals amb adolescents que treballaven allí i pegaven als homes amb branques de bedoll, i fregaven la seva esquena. Més tard, del segle xviii en endavant, les cases de bany encara prosperaven i les escoles de cadets i la del Cos Imperial i l'Escola de Jurisprudència van ser els focus de l'activitat homosexual entre els nois. A Rússia les lleis són molt lleus en comparació amb les de la resta d'Europa occidental en la qual l'homosexualitat era il·legal, tot i que es va prohibir entre els soldats a principis del segle xviii, i va ser declarat il·legal per la resta de la societat en la dècada de 1830, però fins i tot aleshores les noves lleis no s'apliquen estrictament, i al final del segle xix a Sant Petersburg hi havia una important comunitat gai.

#### Anglaterra

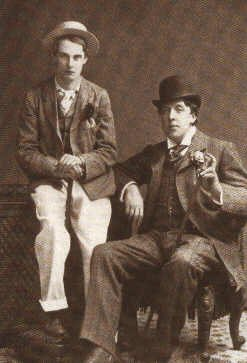
Lord Alfred Douglas i l'escriptor Oscar Wilde.

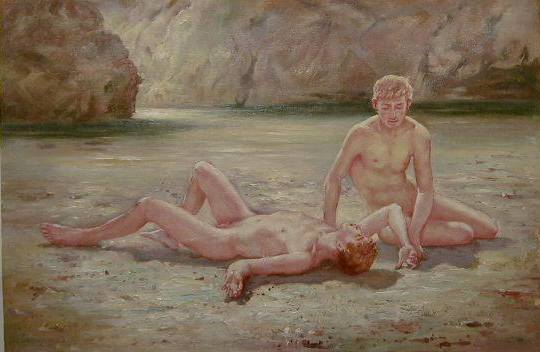
Grup de bany (Bath group (Noonday Heat) (1911) d'Henry Scott Tuke (1858–1929). Diverses de les obres conegudes de Tuke són nuus d'homes i nois joves; i l'artista es troba estretament relacionat amb l'uranisme.

A Anglaterra, les escoles públiques, amb un ambient masculí, sovint creava una atmosfera homoeròtica, a causa de l'èmfasi en els clàssics, i les relacions homosexuals es van formar i acceptar en silenci, tant entre alumnes com entre professors i alumnes. Tanmateix, hi ha hagut alguns escàndols al voltant d'aquestes relacions. A mitjans del segle xix, William Johnson Cory, un reconegut mestre d'Eton College des de 1845 fins a la seva dimissió forçada el 1872, va evolucionar d'un estil pedagògic pederàstic que influí en diversos dels seus alumnes. La seva Ionica, obra poètica que reflecteix la seva sensibilitat pederàstica, era llegida en cercles intel·lectuals i "causà enrenou" a Oxford el 1859. Oscar Browning, un altre mestre d'Eton i antic estudiant de Cory, seguí els passos del seu tutor, essent igualment acomiadat el 1875. Es creu que ambdós van influir a Walter Pater d'Oxford, l'estètica del qual promogué la pederàstia com la veritable expressió de la cultura clàssica.
També a l'Anglaterra del segle xix, la pederàstia era un tema en les obres de diversos escriptors coneguts com els "Poetes Urànics" (Uranian poets). Encara que la majoria de poetes Urànics són considerats avui en dia d'importància menor, cal destacar entre els més prominents representants a Walter Pater, Gerard Manley Hopkins i Oscar Wilde. Hopkins i Wilde van ser profundament influïts pel treball de Pater. Wilde va escriure una sèrie d'obres homoeròtiques i pederàstiques encara que no en el sentit "elevat" que era sostinguda per Pater i Hopkins en diverses obres. En el cas de Hopkins, "Hopkins va ser sovint, cal admetre, sorprenentment “Ruskinià” en el seu amor cap a Aristòtil i les seves disposicions, però, va ser als peus de Pater - l'unificador Victorià de l'eros, la pedagogia i l'estètica "- que mai va romandre Hopkins." Un altre escriptor notable sobre la pederàstia de finals de segle xix fou John Addington Symonds i els seus assaigs A Problem in Greek Ethics and A Problem in Modern Ethics (Un problema a l'ètica grega i un problema a l'ètica moderna) són unes de les primeres apologies de l'homosexualitat en anglès.

### Homosexualitat en la pirateria
S'ha documentat l'homosexualitat entre els mariners, sobretot entre els pirates, on era normal que els pirates adults raptessin nois joves durant les seves incursions perquè es convertissin en nous pirates i en els seus amants, ja que les dones no estaven ben considerades en la pirateria.
En un ambient marítim freturós de dones o grup social d'un mateix sexe, l'homosexualitat i les pràctiques homosexuals eren àmpliament acceptades i part de la vida diària al món dels bucaners o pirates. La majoria dels pirates rebutjaven l'heterosexualitat fins i tot quan en els ports existia la possibilitat de tenir contactes sexuals amb dones, generalment prostitutes. Les dones capturades rares vegades eren utilitzades sexualment, sinó més aviat eren usades per demanar rescat. Alguns pirates preferien als nois joves, a causa d'això solien raptar-los i obligar-los a aprendre sobre marineria sent entrenats per un pirata tutelar. El pirata i el seu «aprenent» creaven forts llaços arribant fins i tot a dormir i menjar junts, en algunes ocasions compartien el botí.
Els pirates van conformar els primers «matrimonis» o unions homosexuals de la història moderna en la institució coneguda com a matelotatge. Era una unió contractual entre dos homes, que incloïa l'herència dels béns en cas de defunció d'un dels «cònjuges». El «matelot» era generalment el pirata, parella sexual o company més jove o econòmicament desfavorit. Un cas notable de matelotatge és la unió entre els pirates Legolif i Pulverin. També es coneixen casos de pirates dones amb tendències o trets homosexuals, tal és el cas d'Anne Bonny i Mary Read.

### Totalitarisme del segle XX
Posteriorment a aquest període de treva per al moviment homosexual, a diversos països europeus s'hi instal·laren règims dictatorials que dugueren en molts casos a terme noves restriccions de la legislació envers les relacions homosexuals. Algunes d'aquestes dictadures foren la nacionalsocialista d'Adolf Hitler (a Alemanya), la de Benito Mussolini (a Itàlia) i la de Francisco Franco (a Espanya), així com les dictadures comunistes i socialistes a l'Europa de l'Est, en especial la de l'URSS.

#### Dictadures feixistes (nazisme, feixisme i franquisme)
El feixisme, així com altres corrents dictatorials d'ideologia semblant, tingueren llur punt àlgid a Europa durant els anys 30. Gran part d'Europa es veié afectada per aquests règims totalitaris, car l'expansionisme de l'Alemanya nazi per gran part d'Europa, tret del Regne Unit i Irlanda, així com d'altres dictadures aliades o neutrals (la Itàlia de Benito Mussolini o l'Espanya de Francisco Franco) provocaren que els estats amb aquests sistemes polítiques abastessin gran part del continent. Sota aquestes dictadures, en nombrosos casos s'atorga a les autoritats eclesials el control de la moral pública i privada. Això inclou l'ètica sexual repressiva envers qualsevol desviació sobre el model imperant tradicional, la qual cosa es veu reflectida en les lleis, com la Ley de vagos y maleantes del 1954 de l'estat espanyol o la persecució dels homosexuals a l'Alemanya nazi.
Quant a xifres, a l'Alemanya nazi, per homosexualitat s'arrestaren unes 100.000 persones, de les quals 50.000 foren condemnades a presó. A més a més, s'estima que en aquest període foren assassinats entre 15.000 i 600.000 homosexuals (la disparitat radica en comptar-hi o no els jueus), la gran majoria d'ells en camps de concentració, on els metges experimentaven amb ells per trobar el "gen de l'homosexualitat" amb la fi de curar els futurs homosexuals alemanys. A més, també els gais eren víctimes dels seus propis companys de presó o camp de concentració, atès que l'homofòbia estava estesa en aquella època. A Espanya, durant el franquisme, s'estima que un total de 5.000 persones foren detingudes per tenir un comportament gai.

#### Persecució dels homosexuals a l'Alemanya nazi

El triangle rosa era símbol amb el qual es marcava als homosexuals en els camps de concentració nazis

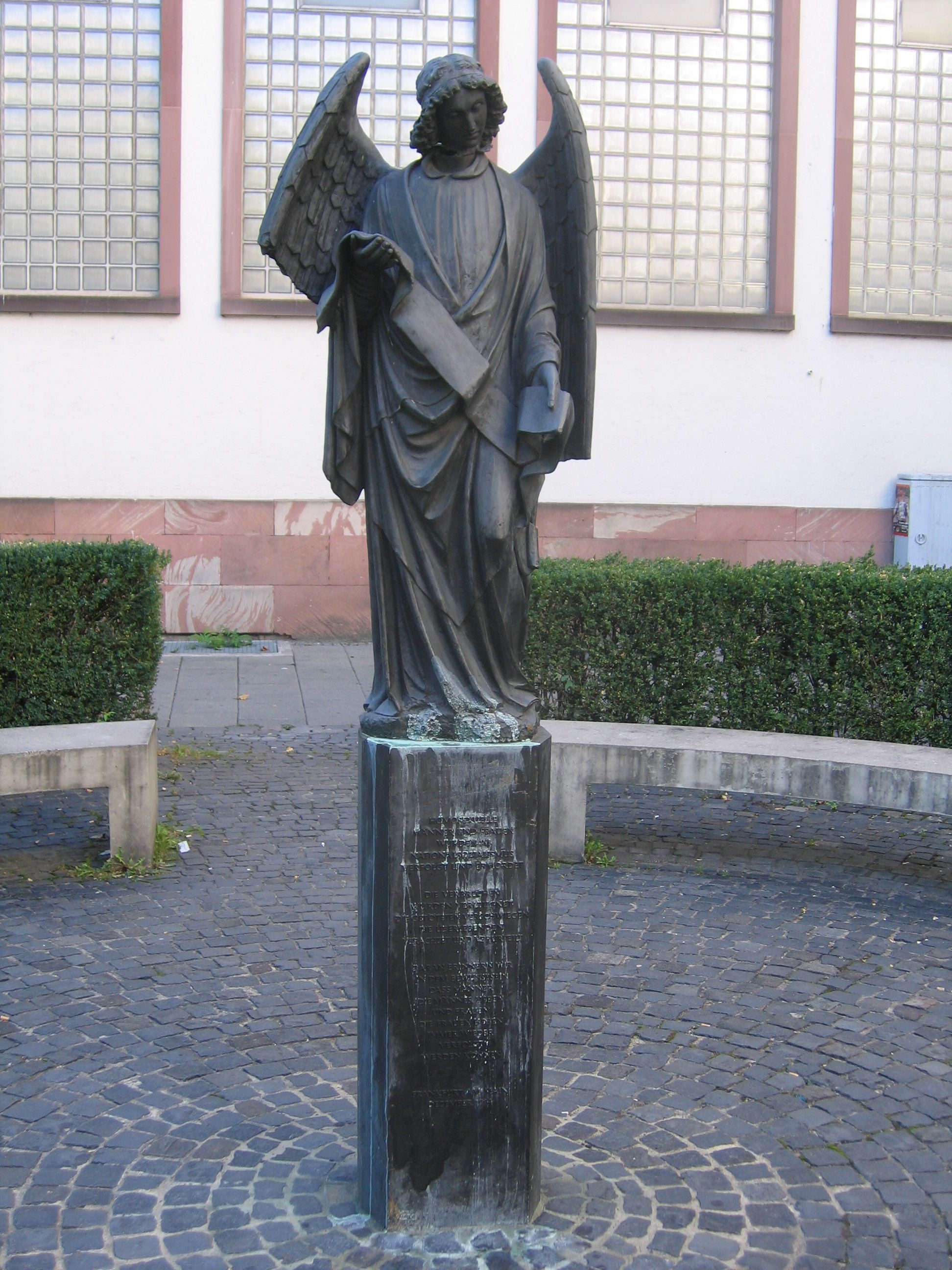
Àngel de Frankfurt

La persecució dels homosexuals a l'Alemanya nazi es va fonamentar principalment sobre la premissa que l'homosexualitat era incompatible amb la ideologia nacionalsocialista perquè els homosexuals no es reproduïen i, per tant, no perpetuaven la raça ària. L'homosexualitat constituïa una de les proves de degeneració racial que, a més, es transmetia per vici d'uns individus a uns altres; per això les autoritats havien de posar tots els mitjans al seu abast per evitar la seva extensió.
El Frankfurter Engel (àngel de Frankfurt) va ser el primer monument d'Alemanya en memòria dels homosexuals perseguits pel nazisme i, posteriorment, pel paràgraf 175 del codi penal alemany. Com el seu nom indica el monument és l'estàtua d'un àngel subjectant una banda. L'obra va ser el primer monument commemoratiu de les víctimes homosexuals de l'holocaust a Alemanya. Els següents en ser erigits a Alemanya van ser el Triangle rosa de Colònia (1995) i el Monument als homosexuals perseguits pel nazisme de Berlín (2008).
A la base de l'estàtua hi ha una inscripció en alemany que diu:  "Els homes i dones homosexuals van ser perseguits i assassinats durant el règim nacionalsocialista. La matança va ser ocultada i negada, menyspreant i condemnant als supervivents. Per això els recordem i als homes que estimen altres homes i les dones que estimen altres dones que sovint encara segueixen sent perseguits. Frankfurt del Main. Desembre 1994. " La inscripció al·ludeix al fet que els homosexuals no només van ser perseguits durant el règim nazi, sinó que l'article 175 va seguir vigent i no es va reformar la prohibició respecte a les pràctiques homosexuals entre adults fins a 1973, servint per condemnar fins i tot als supervivents dels camps de concentració. Fins que va ser derogat completament el 1994. El que va causar que els homosexuals no poguessin fer durant anys cap reclamació i fossin l'últim grup de víctimes a ser oficialment reconegut.

### Estats socialistes
Des de l'inici dels 50 fins al 1989 tots els estats d'Europa de l'Est estigueren sota governs socialistes, la majoria d'aquests aliats amb la Unió Soviètica. Amb l'excepció de Polònia, la qual mai va tipificar-ho com a delicte, es van mantenir les disposicions criminalitzadores relatives a les relacions de persones del mateix sexe que prèviament existien. Així doncs, l'homosexualitat continuà essent-hi perseguida en moltes d'aquells països, tot i que a partir dels anys 60 la legislació fou canviant i es legalitzà el 1961 a Hongria, el 1962 a Txecoslovàquia i el 1968 a Bulgària i a Alemanya Oriental. En el darrer cas, després de mantenir de manera ambivalent la vigència de la secció 175 del Codi Penal de l'Imperi Alemany, la qual criminalitzava les relacions homosexuals, una revisió judicial del codi l'any 1957 va deixar-la en gran manera sense efecte, tot i mantenir-la sobre el paper, i fou definitivament derogada el 1968, així doncs, legalitzant les relacions del mateix sexe un any abans que la seva contrapart occidental.
El 1977, tres de les repúbliques que constituïen l'estat socialista no alineat de Iugoslàvia (Eslovènia, Croàcia i Montenegro) van legalitzar les relacions entre persones del mateix sexe.
L'excepció a aquesta tendència de tolerància dins del món socialista fou Romania, que l'any 1968 elaborà l'Article 200 del Codi Penal que perseguí les relacions homosexuals tant en públic com en privat.

### Actualitat
A mesura que les dictadures feixistes d'Espanya i de Portugal durant els anys 70, així com les repúbliques socialistes a finals dels 80, foren dissoltes, la major part d'aquestes anaren adoptant una forma o una altra de democràcia liberal. Cal destacar que des de llavors, l'Església ha anat perdent influència en la vida política, doncs la separació entre l'Església i l'Estat es va convertir a poc a poc en una realitat. Aquest fet, sumat a l'aparició i l'enfortiment del moviment gai, ha estat un factor important per a la modernització de la societat europea i l'acceptació del col·lectiu LGBT.
En aquesta línia, les diferents administracions tant europees, estatals com regionals, han anat eliminant les lleis que penaven i/o discriminaven als homosexuals primer i, més recentment, han adoptat legislacions encaminades a donar els mateixos drets tant a homosexuals com heterosexuals, tals com les unions civils o el matrimoni homosexual, així com d'erradicar i castigar l'homofòbia. Un exemple d'aquesta línia és el fet que el Parlament Europeu (l'únic organisme de la Unió que és escollit directament pels europeus) considera a l'homofòbia com una por i aversió irracional cap a la comunitat LGBT basada en prejudicis i la compara, per exemple, al racisme o a la xenofòbia. Aquesta institució comunitària s'oposa fermament a la discriminació (entre elles, la que té per motiu l'orientació sexual) i demana que els estats garanteixin la protecció a la comunitat d'actes LGBTfòbics, que s'intensifiqui la lluita contra l'LGBTfòbia (mitjançant mètodes educatius, administratius, judicials i legislatius) i que la Comissió Europea s'asseguri que tots els estats compleixen amb la Carta de drets fonamentals de la Unió Europea i dels tractats de la Comunitat Europea en aquest sentit.
De tota manera, i malgrat aquesta tendència iniciada després de la Segona Guerra Mundial, cal destacar que en els nous estats liberals de l'Europa Oriental resisteix amb certa importància l'LGBTfòbia i l'acceptació dels drets LGBT no és tan alta com a l'Europa Occidental.

### Catalunya
El col·lectiu LGBT a Catalunya ha tingut una història paral·lela a l'europea, en tant que hi ha viscut sota els règims, cultura i costums habituals del país, i per tant, la repressió ha estat el motiu constant, des de la Baixa edat mitjana fins al segle xx. Bàsicament, es parla d'una certa permissivitat durant la conquesta romana de la Tarraconense i la posterior invasió visigòtica, l'assimilació a la manca de virilitat i la burla, en l'Alta edat mitjana, i les condemnes cada cop més dures des de la Baixa edat mitjana i fins ben entrat el segle xviii. A partir del segle xix i l'entrada d'idees provinents tant del romanticisme en aspectes culturals, com de la psicologia i la medicina moderna, l'homosexualitat ocupa una posició més discreta, ja despenalitzada en certs moments. No serà fins al segle xx que tornarà a ser objecte de condemnes per part del franquisme.
Sitges ha estat modernament reconeguda com una destinació "gay friendly" i des del 2010 hi té lloc la "Gay Pride", una desfilada i trobada festiva.
La història de l'homosexualitat a Catalunya ha estat estudiada pel periodista Albert Torras i Corbella.

## Legislació sobre l'homosexualitat per països

### Europa del Nord
| País      | Pràctiques homosexuals despenalitzades | Unions reconegudes      | Matrimoni homosexual      | Permet servir a l'exèrcit als homosexuals | Adopció                          | Prohibeix la discriminació                  |
| --------- | -------------------------------------- | ----------------------- | ------------------------- | ----------------------------------------- | -------------------------------- | ------------------------------------------- |
| Dinamarca | legal des del 1933                     | legal des del 1989      | legal des del 2012        | Sí                                        | Sí                               | prohibeix qualsevol discriminació           |
| Estònia   | legal des del 1992                     | legal a partir del 2016 | No                        | Sí                                        | No                               | prohibeix algunes discriminacions           |
| Finlàndia | legal des del 1971                     | legal des del 2002      | legal a partir del 2016   | Sí                                        | Sí                               | prohibeix qualsevol discriminació           |
| Islàndia  | legal des del 1940                     | legal des del 1996      | legal des del 2010        | Sí                                        | només parelles registrades       | prohibeix la majoria de les discrininacions |
| Letònia   | legal des del 1992                     | No                      | prohibició constitucional | vetats del servei militar                 | només poden les parelles casades | prohibeix algunes discriminacions           |
| Lituània  | legal des del 1993                     | No                      | No                        | Sí                                        | No                               | prohibeix qualsevol discriminació           |
| Noruega   | legal des del 1972                     | legal des del 1993      | legal des del 1/1/2009    | Sí                                        | Sí                               | prohibeix algunes discriminacions           |
| Suècia    | legal des del 1944                     | legal des del 1995      | legal des del 1/05/2009   | Sí                                        | només parelles registrades       | prohibeix qualsevol discriminació           |

### Europa Occidental
| País                | Pràctiques homosexuals despenalitzades                           | Unions reconegudes                                       | Matrimoni homosexual   | Permet servir a l'exèrcit als homosexuals | Adopció                                                                                  | Prohibeix la discriminació              |
| ------------------- | ---------------------------------------------------------------- | -------------------------------------------------------- | ---------------------- | ----------------------------------------- | ---------------------------------------------------------------------------------------- | --------------------------------------- |
| Bèlgica             | legal des del 1792                                               | legal des del 2000                                       | legal des del 2003     | Yes                                       | Yes                                                                                      | prohibeix qualsevol discriminació       |
| Espanya             | legal des del 1979                                               | legal des del 1998 (Regulades a 12 de les 19 autonomies) | legal des del 2005     | Yes                                       | Yes                                                                                      | prohibeix qualsevol discriminació       |
| França              | legal des del 1791                                               | legal des del 1999                                       | legal des del 2013     | Yes                                       | Yes                                                                                      | prohibeix qualsevol discriminació       |
| República d'Irlanda | legal des del 1993                                               | legal des del 2011                                       | No                     | Sí                                        | només es pot adoptar el fill de la parella / Les parelles homosexuals poden acollir nens | prohibeix algunes discriminacions       |
| Illa de Man         | legal des del 1994                                               | legal des del 2005                                       | reconegut des del 2011 | Sí                                        | des del 2011                                                                             | prohibeix la majoria de discriminacions |
| Països Baixos       | legal des del 1811                                               | legal des del 1998                                       | legal des del 2001     | Yes                                       | Yes                                                                                      | prohibeix qualsevol discriminació       |
| Portugal            | legal des del 1983                                               | legal des del 2001                                       | legal des del 2010     | Yes                                       | Només homosexuals solters poden adoptar                                                  | prohibeix qualsevol discriminació       |
| Regne Unit          | legal des del 1967 (1980 a Escòcia i el 1982 a Irlanda del Nord) | legal des del 2005                                       | legal des del 2014     | Sí                                        | Sí                                                                                       | prohibeix la majoria de discriminacions |
| Andorra             | legal des del 1790                                               | legal des del 2005                                       | No                     | Andorra no té exèrcit                     | des del 2014                                                                             | prohibeix algunes discriminacions       |

### Europa del Sud
| País                 | Pràctiques homosexuals despenalitzades                                | Unions reconegudes | Matrimoni homosexual      | Permet servir a l'exèrcit als homosexuals | Adopció                       | Prohibeix la discriminació                  |
| -------------------- | --------------------------------------------------------------------- | ------------------ | ------------------------- | ----------------------------------------- | ----------------------------- | ------------------------------------------- |
| Albània              | legal des del 1995                                                    | No                 | No                        | Yes                                       | No                            | prohibeix qualsevol discriminació           |
| Bòsnia i Hercegovina | legal des del 1996 (1998 a la República Srpska)                       | No                 | No                        | Yes                                       | No                            | prohibeix la majoria de les discriminacions |
| Bulgària             | legal des del 1968                                                    | No                 | No                        | Yes                                       | No                            | prohibeix qualsevol discriminació           |
| Xipre                | legal des del 1998                                                    | legal des del 2015 | No                        | vetats al servei militar                  | No                            | prohibeix algunes discriminacions           |
| Grècia               | legal des del 1951                                                    | legal des del 2015 | No                        | vetats al servei militar                  | No                            | prohibeix algunes discriminacions           |
| Itàlia               | legal des del 1890                                                    | legal des del 2016 | No                        | Yes                                       | només els fills dels cònjuges | prohibeix algunes discriminacions           |
| Macedònia del Nord   | legal des del 1996                                                    | No                 | No                        | Yes                                       | No                            | No                                          |
| República de Malta   | legal des del 1973                                                    | legal des del 2014 | No                        | Yes                                       | des del 2014                  | prohibeix algunes discriminacions           |
| Moldàvia             | legal des del 1995                                                    | No                 | No                        | Yes                                       | No                            | No                                          |
| Montenegro           | legal des del 1977                                                    | No                 | No                        | Yes                                       | No                            | prohibeix la majoria de les discriminacions |
| Mònaco               | legal des del 1793                                                    | No                 | No                        | depèn de l'exèrcit de França              | Desconegut                    | Desconegut                                  |
| San Marino           | legal des del 1864, penalitzat de nou el 1974 i despenalitzat el 2001 | No                 | No                        | Desconegut                                | No                            | No                                          |
| Sèrbia               | legal des del 1994 (1981 a Vojvodina)                                 | No                 | prohibició constitucional | des del 2010                              | No                            | prohibeix algunes discriminacions           |
| Turquia              | legal des del 1858                                                    | No                 | No                        | vetats al servei militar                  | No                            | No                                          |
| Vaticà               | legal des del 1890, utilitza el mateix codi penal d'Itàlia            | No                 | No                        | no té exèrcit                             | No                            | No                                          |

### Europa central
| País            | Pràctiques homosexuals despenalitzades                     | Unions reconegudes                                               | Matrimoni homosexual    | Permet servir a l'exèrcit als homosexuals | Adopció                       | Prohibeix la discriminació                  |
| --------------- | ---------------------------------------------------------- | ---------------------------------------------------------------- | ----------------------- | ----------------------------------------- | ----------------------------- | ------------------------------------------- |
| Alemanya        | legal des del 1969 (1968 a Alemanya Oriental)              | legal des del 2001                                               | No                      | Yes                                       | només els fills dels cònjuges | Prohibeix qualsevol discriminació           |
| Àustria         | legal des del 1971                                         | cohabitació sense registrar des del 2003, proposta la registrada | No                      | Yes                                       | des del 2013                  | Prohibeix algunes discriminacions           |
| República Txeca | legal des del 1962                                         | legal des del 2006                                               | No                      | Yes                                       | des del 2010                  | Prohibeix qualsevol discriminació           |
| Croàcia         | legal des del 1977                                         | legal des del 2014                                               | No                      | Yes                                       | No                            | Prohibeix qualsevol discriminació           |
| Eslovènia       | legal des del 1977                                         | legal des del 2006                                               | No                      | Yes                                       | No                            | Prohibeix la majoria de les discriminacions |
| Eslovàquia      | legal des del 1962                                         | No                                                               | No                      | Yes                                       | No                            | Prohibeix qualsevol discriminació           |
| Hongria         | legal des del 1962                                         | cohabitació sense registrar des del 1996, registrada l'1/1/2009  | No                      | Yes                                       | No                            | Prohibeix qualsevol discrimincació          |
| Liechtenstein   | legal des del 1989                                         | [ 33 ]                                                           | No                      | Desconegut                                | No                            | No                                          |
| Luxemburg       | legal des del 1795                                         | legal des del 2004                                               | legal a partir del 2015 | Yes                                       | Yes                           | Prohibeix qualsevol discriminació           |
| Polònia         | legal des del 1932 (mai penalitzada sota la llei polonesa) | No                                                               | No                      | Yes                                       | No                            | Prohibeix discriminació                     |
| Romania         | legal des del 1996                                         | No                                                               | No                      | Yes                                       | No                            | Prohibeix qualsevol discriminació           |
| Suïssa          | legal des del 1942                                         | legal des del 2007                                               | No                      | Yes                                       | No                            | Prohibeix qualsevol discriminació           |

### Europa Oriental
| País    | Pràctiques homosexuals despenalitzades | Unions reconegudes | Matrimoni homosexual | Permet servir a l'exèrcit als homosexuals | Adopció | Prohibeix la discriminació |
| ------- | -------------------------------------- | ------------------ | -------------------- | ----------------------------------------- | ------- | -------------------------- |
| Belarús | legal des del 1994                     | No                 | No                   | vetats al servei militar                  | No      | No                         |
| Rússia  | legal des del 1993                     | No                 | No                   | Yes                                       | No      | No                         |
| Ucraïna | legal des del 1992                     | No                 | No                   | Yes                                       | No      | No                         |

## Drets del col·lectiu[calcitació]
Conseqüentment amb la nova visió de l'homosexualitat que ha anant prenent força des de la tornada de la pau i la democràcia a Europa, els diferents estats han anat canviant llurs lleis en aquesta línia, ço és, en la de deixar de perseguir els homosexuals primer i, més tard, la d'atorgar nous drets als membres d'aquest col·lectiu. És especialment a partir dels anys 90 que aquests drets comencen a aparèixer a l'escena pública, alguns exemples són les unions civils o el matrimoni homosexual. Tot això ha provocat que Europa se situï a l'avantguarda de la defensa del col·lectiu LGBT.

### Unions civils
Les unions civils aparegueren a finals dels anys 80 i començaments dels 90 per crear una nova mena d'unió familiar semblant al matrimoni però centrat en les parelles els components de les quals són del mateix sexe (car no es podien casar en el moment d'aquestes unions). Els primers estats a adoptar la unió civil foren del nord d'Europa: Dinamarca (1989) i Noruega (1993), als quals han seguit gran part dels estats europeus: França el 1998, Alemanya el 2001, el Regne Unit el 2004 o Estònia el 2014.

### Matrimoni homosexual
El matrimoni homosexual fou regulat per primera vegada el 2001 als Països Baixos amb l'objectiu de fer una passa més a la ja donada amb les unions civils, equiparant ja totalment les parelles compostes per homosexuals a les d'heterosexuals, arribant a incloure-hi el dret d'adopció. Tot i així, a Europa s'ha legalitzat només als Països Baixos (2001), Bèlgica (2003), Espanya (2005), Noruega (2009), Suècia (2009), Portugal (2010), Islàndia (2010), Dinamarca] (2012), França (2013) i Luxemburg (2014), mentre que a la resta dels estats encara està en fase de discussió i de debat.
Normalment els partits ecologistes, socialistes, socialdemòcrates, centristes i liberals estan a favor del matrimoni homosexual; tanmateix, els conservadors, demòcrata-cristians i nacionalistes s'oposen a la legalització. De totes maneres, això no és cap norma, car es donen casos, per exemple el d'Itàlia, on els socialdemòcrates de Romano Prodi consideren que el matrimoni homosexual és «molt radical», o com els dels Països Baixos, Noruega o Suècia, on partits conservadors hi estan a favor i han aprovat al parlament lleis d'extensió del dret al matrimoni a parelles del mateix gènere.